# Gloria (film fra 1916)
 For alternative betydninger, se Gloria. (Se også artikler, som begynder med Gloria)
Gloria er en dansk stumfilm fra 1916, der er instrueret af Laurids Skands efter manuskript af Thomas P. Krag.

## Handling
Denne artikel mangler et handlingsreferat. Hjælp os med at skrive det.

## Medvirkende
- Birger von Cotta-Schønberg
- Karen Lund
- Valdemar Lund